# Corrado Segre

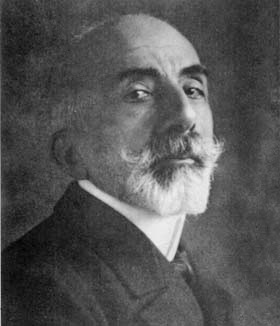
Corrado Segre

Corrado Segre (20 august 1863, Aruzzo - 18 mai 1924) a fost un matematician italian cunoscut pentru contributiile sale din geometria algebrică.
1. 1 2  Corrado Segre, Brockhaus Enzyklopädie, accesat în 9 octombrie 2017
2. 1 2 3 4  www.accademiadellescienze.it, accesat în 1 decembrie 2020
3. ↑  Autoritatea BnF, accesat în 10 octombrie 2015